# دیوید مرلی
دیوید مرلی (انگلیسی: Davide Merelli؛ زادهٔ ۳ مارس ۱۹۹۶) بازیکن فوتبال است.
از باشگاه‌هایی که در آن بازی کرده‌است می‌توان به باشگاه فوتبال پادوا و باشگاه فوتبال آتالانتا اشاره کرد.